# أوبل أرينا
أوبل أرينا هو ملعب متعدد الاستخدامات في ماينز،راينلاند بالاتينات،ألمانيا تم افتتاحه في عام 2011،ويتم استخدامه لمباريات كرة القدم وهو الملعب الرئيسي لنادي ماينز 05 ويستضيف مبارياته في الدوري الألماني،ويتسع الملعب ل34،034 متفرج،وقد حل محل ملعب آم بروتشفيغ الملعب السابق لنادي ماينز.
كان اسم الملعب في الأصل كوفاس أرينا بعد صفقة رعاية مع شركة كوفاس . في يوليو 2016، وحصل الملعب إلى اسمه الحالي، وفقا لاتفاقية حقوق التسمية مع أوبل.

## الافتتاح
تم افتتاح الملعب في عام 2011،وكوسيلة للاحتفال بافتتاح الملعب الجديد، استضاف ماينز 05 في كوفاس أرينا آنذاك بطولة ليغاتوتال 2011 ، وهي بطولة قصيرة في فترة الاستعداد للموسم،ودعوا بوروسيا دورتموند وهامبورغ وبايرن ميونيخ،و فاز بوروسيا دورتموند بالبطولة، وحصل ماينز بعد خسارته أمام بايرن ميونيخ على المركز الثالث.
وسجل الهدف الأول في الدوري الألماني في الملعب الجديد من قبل التونسي الدولي سامي العلاقي لماينزضد باير ليفركوزن في 7 أغسطس 2011.

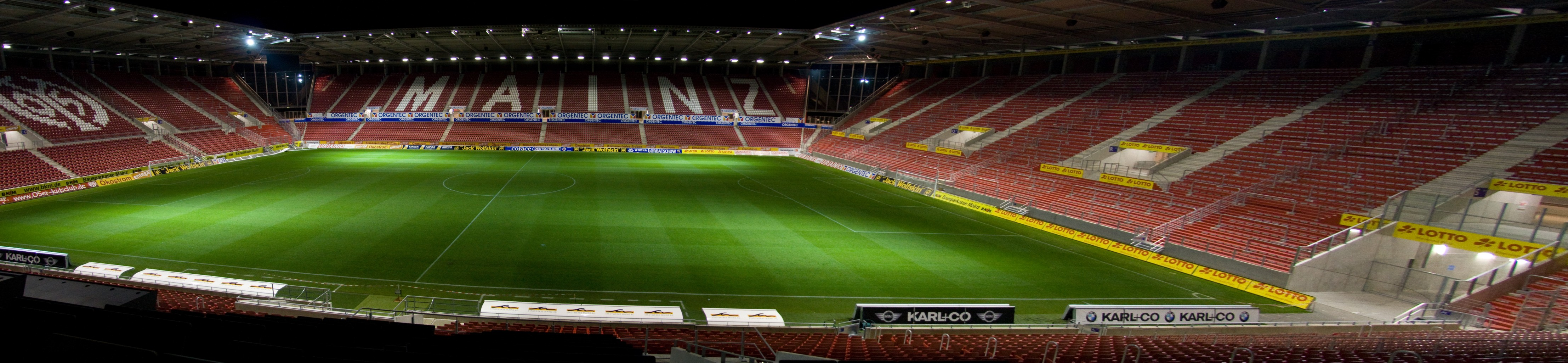
صورة بانورامية للملعب

## معرض صور

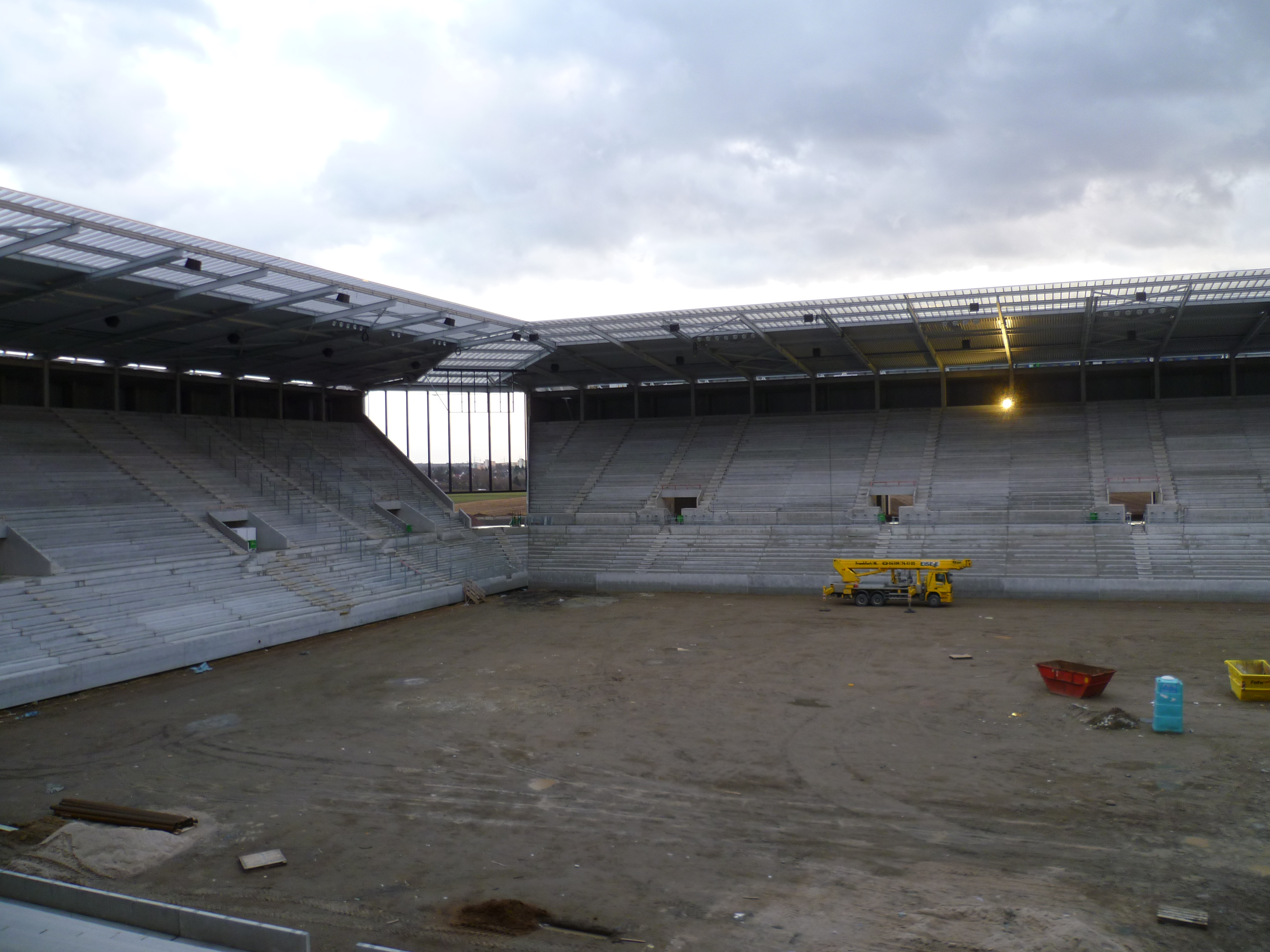
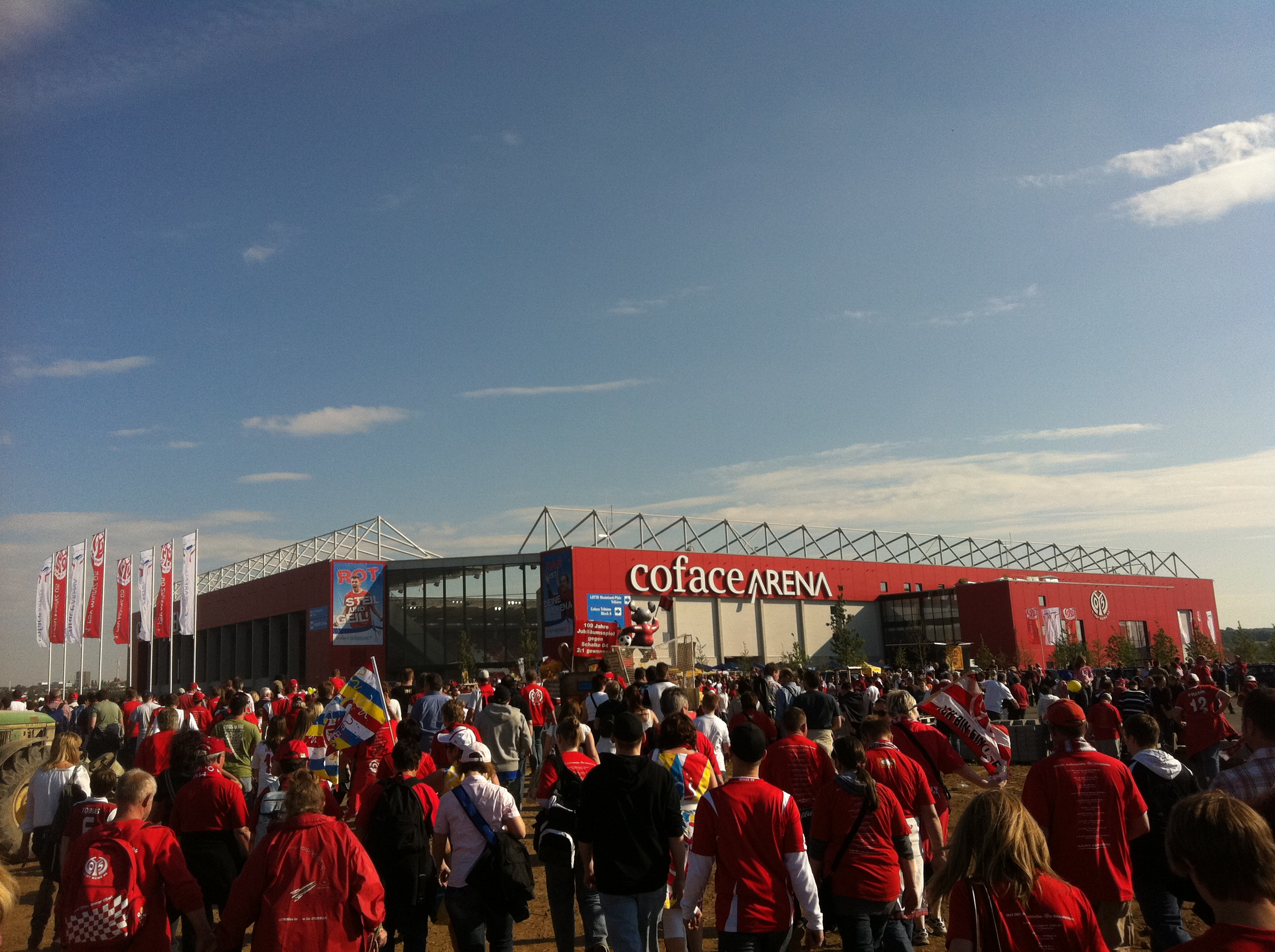
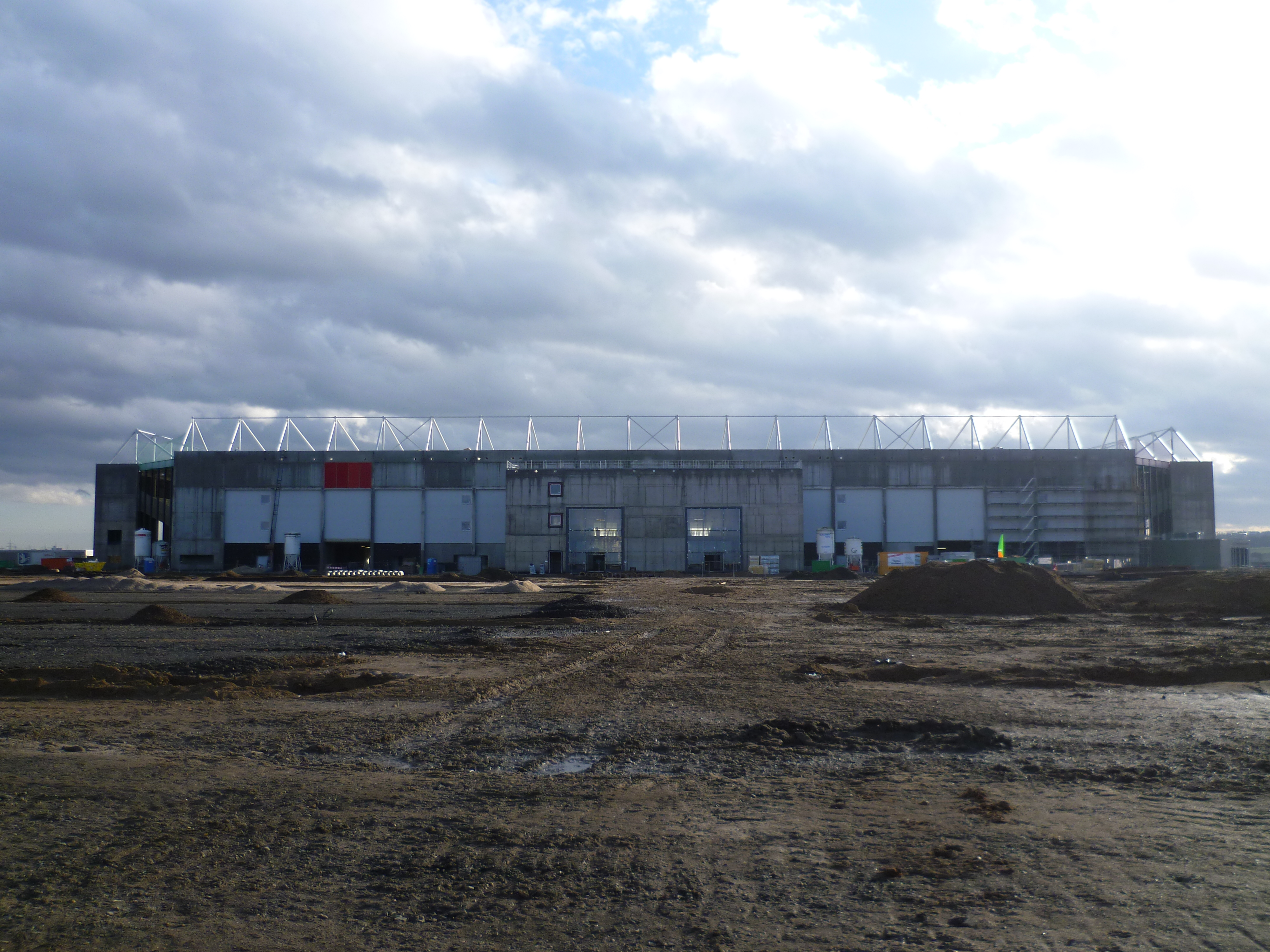
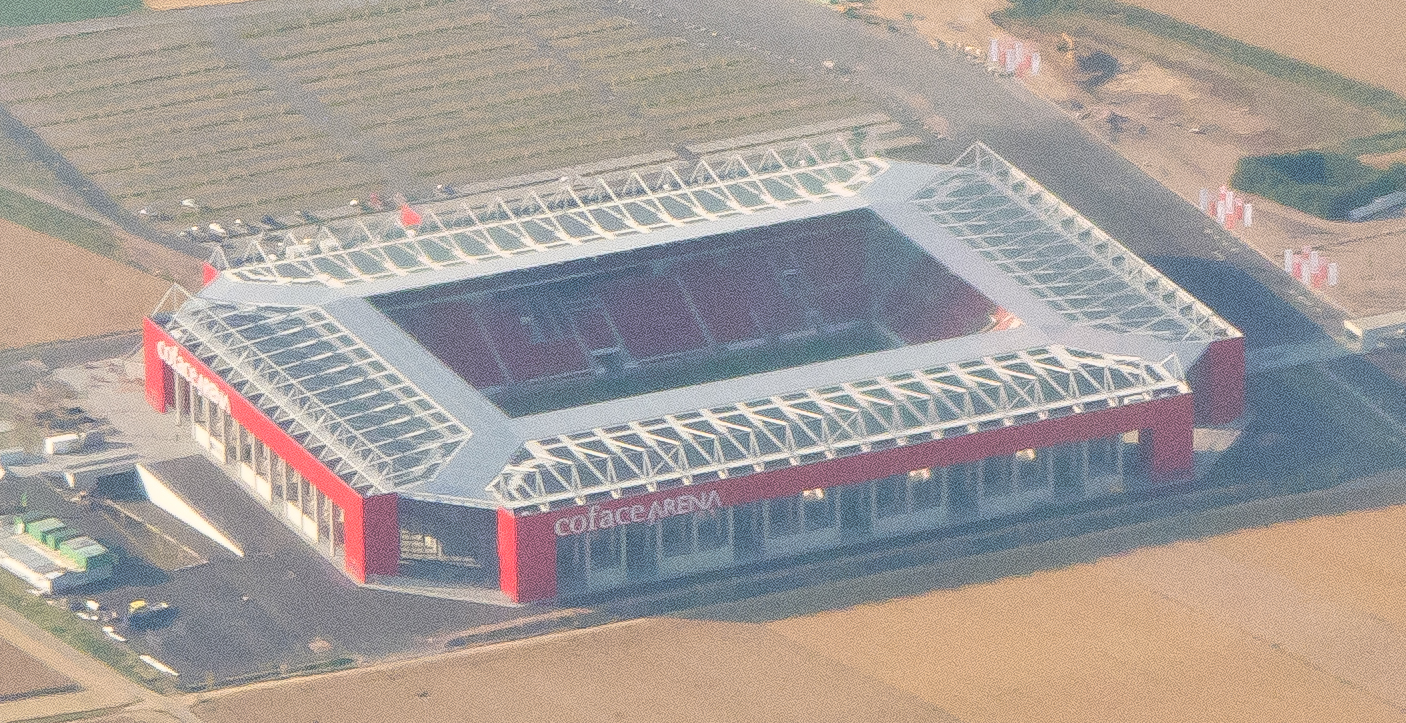